# Delay 1968
Unlimited Edition, або просто Delay (як називається SACD-версія) — архівний альбом-компіляція німецького експериментального рок-гурту Can під час його роботи з вокалістом Малкольмом Муні, що містить раніше невидані ранні записи відхиленого дебютного альбому гурту, Prepared to Meet Thy PNOOM. Пісня «Thief» раніше була офіційно видана (у довшій редакції) на компіляції лейблу United Artists Electric Rock у 1970 році; пізніше її кавер-версія була виконана наживо гуртом Radiohead.
За словами Хольгера Чукая, Delay 1968 спочатку планувався як перший альбом гурту, Prepared to Meet Thy PNOOM («Pnoom» — назва другого треку альбому, 27-секундного саксофонного інструменталу, записаного в рамках серії Ethnological Forgery Series). Коли жодна звукозаписна компанія не захотіла випустити альбом, Can вирішили зробити дещо доступніший реліз, яким став їхній дебютний Monster Movie 1969 року. Частини Delay 1968 з'являлися у вигляді бутлеґів протягом кількох років під назвою Unopened і включали інші треки, записані під час тих самих сесій, які згодом з'являться у різних формах на інших альбомах.

## Трек-лист
Автор музики і слів Чукай, Каролі, Лібецайт, Шмідт, Муні. 
| Сторона 1 | Сторона 1              | Сторона 1  |
| #         | Назва                  | Тривалість |
| --------- | ---------------------- | ---------- |
| 1.        | «Butterfly»            | 8:20       |
| 2.        | «Pnoom»                | 0:26       |
| 3.        | «Nineteen Century Man» | 4:26       |
| 4.        | «Thief»                | 5:03       |

| Сторона 2 | Сторона 2                  | Сторона 2  |
| #         | Назва                      | Тривалість |
| --------- | -------------------------- | ---------- |
| 5.        | «Man Named Joe»            | 3:54       |
| 6.        | «Uphill»                   | 6:41       |
| 7.        | «Little Star of Bethlehem» | 7:09       |
| 35:48     |                            |            |

## Персоналії
- Хольгер Чукай — бас
- Міхаель Каролі — гітара
- Яки Лібецайт — барабани, перкусія, саксофон
- Ірмін Шмідт — клавішні
- Малкольм Муні — вокал